# 楊耐梅
楊耐梅（Yang Naimei，1904年—1960年2月27日），原名楊麗珠，祖籍廣東省佛山市（ 網絡資料：<每日頭條：祇活了56歲的楊耐梅，舊上海豪放女，一夜輸掉40萬，輸掉人生 )， 20世紀20年代在上海老西門「務本女子中學」畢業，求學時期已經打扮時髦，熱愛交際，初次與房產商人張先生在上海結婚，楊耐梅（楊麗珠）的銀幕處女作是上海「明星影業公司」的默片《玉梨魂》（1924年）；為默片《良心的復活》（1926年）演唱主題曲《乳娘曲》、默片《奇女子》（1928年）、話劇《啼笑姻緣》（飾演交際花何麗娜）；第二任丈夫是金融界的鍾先生；第三任丈夫是長沙的武官。楊耐梅（楊麗珠）與張織雲都是中國默片時代的著名電影女明星，最後與籍貫廣東省新會縣陳少白的兒子中國銀行職員陳君景結婚後居於香港，1936年4月25日（星期六，農曆丙子鼠年三月初五日）在上海「票房雅歌集」客串演出京劇 《四進士》，飾演萬氏，與麒麟童派名伶朱聯馥合演。楊耐梅（楊麗珠）在1946年7月12日（星期五）從上海搭乘中央航空公司客機到北平探親，飛機不幸在濟南失事，然而她沒有受傷。

## 香港乞丐
- 1957年初，楊耐梅（楊麗珠）淪落香港島西環街頭行乞，由臺灣「大陸災胞救濟總會」安排香港明星王元龍救助她，1957年3月5日（星期二）被送往廣華醫院治療半個月後被接往臺灣與女兒陳毓玲（1953年移居臺灣）及海關服務的女婿趙日蓀團聚[4][5][6][7][8]。
- 楊耐梅（楊麗珠）的丈夫陳君景在1957年6月13日（星期四）因肺炎及腸炎被送到東華醫院救治，延至1957年6月15日（星期六）病逝，享齡58歲[9]

## 病逝於臺灣
楊耐梅（楊麗珠）在1960年2月27日（星期六）在臺灣省臺北病逝，享齡56歲。

## 外部連結
- 香港電影資料館：楊耐梅（楊麗珠）參演電影的記錄[永久]
- 香港影庫：楊耐梅（楊麗珠） （页面存档备份，存于）
- 楊耐梅（楊麗珠）：《寒夜曲》